# Cyptonychia spreta
Cyptonychia spreta là một loài bướm đêm trong họ Noctuidae.